# Ефект на уличната лампа
Ефектът на уличната лампа или принципът на търсенето на пияницата е вид отклонение в наблюдението, което възниква, когато хората търсят само нещо, където е най-лесно да се търси. И двете имена идват от виц, познат на икономисти и статистици:
| „ | Полицай вижда пиян мъж, който търси нещо под улична лампа, и пита какво е загубил пияният. Той казва, че е загубил ключовете си, и двамата заедно поглеждат под лампата. След няколко минути полицаят пита дали е сигурен, че ги е загубил тук, а пияният отговаря: „Не, загубих ги в парка“. Полицаят пита защо търси тук, а пияният отговаря: „Тук е светлината“. | “ |

Анекдотът се приписва на Настрадин Ходжа. Според Идрис Шах тази приказка се използва от много суфии като критика към хора, които търсят екзотични източници за просветление. Анекдотът също датира поне от 1930 г. и се използва метафорично в социалните науки поне от 1964 г., когато Ейбрахам Каплан го нарича „принцип на търсенето на пияницата“. Ноам Чомски например използва баснята като обянение как работи науката: „Науката е малко като вица за пияница, който търси под стълба на лампата ключ, който е изгубил от другата страна на улицата, защото там е светлината. Няма друг избор“.

## Препратки
1. ↑  David H. Freedman. The Streetlight Effect //  Discover.   August 1, 2010. Посетен на 2010-08-24.

- Sufism/Nasrudin on Wikibooks

- Battaglia, Manuela и др. The Streetlight Effect in Type 1 //  Diabetes 64 (4).   2015-04-01. DOI:10.2337/db14-1208. с. 1081–1090.
2. ↑  David H. Freedman. Wrong: Why Experts Keep Failing Us.   Little, Brown and Company, 2010. ISBN 978-0-316-02378-8.[неработеща препратка]
- Sufism/Nasrudin on Wikibooks
3. ↑  Shah, Idries. The Sufis.   Doubleday, 1964. ISBN 9780385079662. с. 62.
4. ↑  "'Did You Lose the Keys Here?' 'No, But the Light Is Much Better Here'", Quote Investigator April 4, 2013

- Bulletin of the Atomic Scientists //  Bulletin of the Atomic Scientists: Science and Public Affairs.   Educational Foundation for Nuclear Science, Inc., December 1960. с. 9.

- United States Senate Committee on Military Affairs. Hearings on Science Legislation (S. 1297 and Related Bills): Hearings Before a Subcommittee of the Committee on Military Affairs, United States Senate, Seventy-ninth Congress, First Session, Pursuant to S. Res. 107 (78th Congress) and S. Res. 146 (79th Congress) Authorizing a Study of the Possibilities of Better Mobilizing the National Resources of the United States.   U.S. Government Printing Office, 1945. Посетен на 2017-01-08.

- Alabama State Bar Association. Report of the Organization and of the... Annual Meeting of the Alabama State Bar Association.   Smith & Armstrong, July 1926. с. 94. Посетен на 2017-01-08.
5. ↑  Kaplan, Abraham. The Conduct of Inquiry: Methodology for Behavioral Science.   Transaction Publishers, 1964. ISBN 9781412836296. с. 11. Посетен на 2014-10-08.
6. ↑  Barsky, Robert F. Noam Chomsky: a life of dissent. Repr.   Cambridge, Mass., MIT Press, 1998. ISBN 0262024187. с. 95. Посетен на 23 July 2022.